# 驚奇4超人：第一步
是一部2025年美國超級英雄電影，改編自漫威漫畫旗下同名超級英雄團隊的故事，由漫威影業製作、華特迪士尼工作室電影發行。影片為二度重啟的《驚奇4超人系列電影》，同時是漫威電影宇宙的第37部電影作品，屬於漫威電影宇宙第六階段，由麥特·夏克曼執導，喬許·費德曼、艾瑞克·皮爾森、傑夫·卡普蘭和伊恩·斯普林格共同編劇，佩德羅·帕斯卡、凡妮莎·寇比、艾邦·摩斯-貝克許、喬瑟夫·昆恩、茱莉亞·加納、莎拉·奈爾斯、馬克·加蒂斯、娜塔莎·雷昂、保羅·華特·豪澤以及拉爾夫·伊尼森主演。
2019年3月，迪士尼正式收購21世紀福斯，漫威影業獲得驚奇4超人等角色的影視製作權。2019年7月，漫威影業正式宣布開發影片。2020年12月，強·華茲確定執導影片，但他於2022年4月退出執導。2022年9月，夏克曼接任導演職務。2023年初，開始進行選角工作，費德曼於3月重寫劇本，斯奎雷斯和卡麥隆也參與編寫工作。漫威影業希望以全新的角度講述驚奇4超人的故事，而不是重述他們的起源故事。2024年2月，皮爾森加入共同編寫劇本，同時公布主要演員陣容。2024年7月底，電影在倫敦松林製片廠開始拍攝。
《驚奇4超人：第一步》於2025年7月21日在多蘿西·錢德勒大廳舉行全球首映禮，並在2025年7月25日於美國上映。

## 劇情
在828號宇宙的1960年代，太空人烈·李察士、蘇·斯湯、賓·金廉和尊尼·斯湯一同前往太空執行任務，期間受宇宙射線影響而意外獲得超能力。返回地球後，他們組成了超級英雄團隊「神奇4俠」。
四年後，神奇4俠名聲漸隆，並成為地球的守護者。一次家庭聚餐中，烈和蘇向班和尊尼透露，他們即將迎來第一個孩子。幾個月後，銀魔從太空降臨地球，宣佈地球已被宇宙神衹「行星吞噬者」盯上，即將面臨被吞噬的命運。在研究多宗行星消失的異常現象後，神奇4俠決定嘗試與吞星滅族者談判，以拯救地球免遭吞噬。
神奇4俠追蹤銀魔的能量特徵，來到一個遙遠的星系，銀魔邀請他們登上吞星滅族者的太空船與祂會面。吞星滅族者開出條件，要求烈和蘇獻上他們未出生的孩子以換取地球免於吞噬，因祂感知到那名孩子潛藏著巨大的宇宙能量。烈拒絕了這項提議，蘇此時突然臨盆，四人合力擺脫吞星滅族者和銀魔的追擊。在返回地球的途中，蘇誕下兒子法克寧。回到地球後，他們召開記者會，卻因解釋不當而導致場面失控，公眾因懼怕吞星滅族者的降臨而對神奇4俠失去信心。蘇後來抱著法克寧走出來，向公眾表明他們將竭盡所能阻止吞星滅族者，成功重獲公眾信任。
烈計劃將地球轉移至一個遙遠星系，以避開吞星滅族者的威脅，於是在全球各地設置傳送裝置，串連成一個網絡。但在傳送裝置啟動之際，銀魔突然出現並將大部分裝置摧毀。尊尼及時阻止她摧毀設置於紐約時代廣場的最後一台裝置。尊尼在他們首次交手後便一直研究銀魔的母語，此時他以銀魔的母語與她對話，喚起她為拯救母星而自願成為吞星滅族者使者的回憶；他亦播出那些因她引導而被吞星滅族者毀滅的星球的哀鳴，令她痛苦不堪地逃去。
神奇4俠改變計劃，決定以法克寧為餌，引導吞星滅族者至時代廣場的傳送裝置，再將祂傳送至宇宙邊緣。蘇同時尋求鼴鼠人的協助，把紐約市民疏散至他統治的地下世界。計劃最終失敗，吞星滅族者闖入神奇4俠總部巴氏大樓，並帶走法克寧。蘇發動力場試圖把吞星滅族者推向傳送裝置，烈則趁機救出法克寧。當蘇因過度耗力而支撐不住時，尊尼決定犧牲自己，對吞星滅族者施以最後一擊，將祂推入傳送門。銀魔阻止了尊尼，並選擇自我犧牲，與吞星滅族者一同墜入傳送門。蘇力竭而死，但當烈把法克寧放在她胸前時，法克寧發動潛藏的能力將她復活。事後，神奇4俠因擊敗吞星滅族者而再度贏得世人讚頌。
四年後，蘇在巴氏大樓陪伴法克寧閱讀。她中途離開片刻，回來時發現一名身披綠色斗篷、手持面具的人，正與法克寧互動。

## 演員
- 佩德羅·帕斯卡飾演李德·理查斯／驚奇先生（Reed Richards / Mr. Fantastic），高智商科學家，驚奇4超人的領袖，蘇的丈夫，富蘭克林的父親，能夠將身體的任何部位伸展成不同型態和長度[10]。

導演麥特·夏克曼形容烈是地球上「最具科學智慧的人」，集、愛因斯坦與羅伯·摩斯的特質於一身。沙克曼亦表示烈的選角最具挑戰性，因為此角色需要同時具備書呆子科學家、動作英雄、領袖、丈夫、父親、朋友等不同面向，他認為柏斯卡是最佳人選。柏斯卡表示，烈的頭腦比其伸展能力更重要；他在演繹此角色時參考了「章魚的卓越之處」。柏斯卡亦提到，自己會從過往《神奇4俠》改編作品的烈汲取靈感，而非完全摒棄艾恩·古福特或米爾斯·泰勒的演繹方式。
- 凡妮莎·寇比飾演蘇·史東／隱形女（Susan Storm / Invisible Woman），驚奇4超人的成員兼未來基金會創辦人，李德的妻子，富蘭克林的母親，強尼的姐姐，能夠使自身隱形和產生力場屏障[10]。

沙克曼形容蘇是地球上「最具情緒智慧的人」。卻比很享受將蘇在漫畫中不同面向融入到她的角色，而母性是當中的核心主線。卻比對蘇化身負面人格「惡意」的漫畫情節尤其著迷，所以她在演繹蘇時會確保帶有「惡意」的基調，這避免蘇落入「善良甜美母親」的刻板形象。
- 艾邦·摩斯-貝克許飾演班·格林姆／石頭人（Ben Grimm / The Thing），驚奇4超人的成員，前太空人，李德的好友，全身的皮膚被橙色岩石覆蓋，賦予他超人的力量和耐力[10]。

摩斯-巴拉赫指出，班與他在電視劇飾演的角色里奇·傑瑞莫維奇有著相似之處，兩者皆是「極其忠誠的人」和「擁有強烈規範、道德價值與家庭觀念的戰士」。他透過動作捕捉技術演繹石頭人，事前曾向同樣以此技術飾演變形俠醫的麥克·雷法路請教。拍攝時，摩斯-巴拉赫除了身穿動作捕捉服外，部分場景亦會戴上不同的身體延伸道具，或由替身穿上真人大小的石頭人服裝重拍，以助其他演員準確掌握石頭人在畫面中所佔的空間。
為了準確呈現石頭人的外觀，沙克曼諮詢了科學家，並到沙漠尋找可作為參考的岩石，最終找到一塊符合他心中理想造型的岩石，並將其命名為「珍妮花」。該塊岩石被帶到片場進行拍攝，作為後期視覺效果團隊的燈光參考。
- 喬瑟夫·昆恩飾演強尼·史東／霹靂火（Johnny Storm / Human Torch），驚奇4超人的成員，蘇的弟弟，擁有釋放火焰和飛行的能力[10]。

昆恩雖然十分欣賞基斯·伊雲斯版本的尊尼，但在試鏡時並沒參考他的演繹。昆恩曾與監製凱文·費吉討論尊尼在過往《神奇4俠》改編作品中的花花公子形象，並認為這種設定已不再被現代觀眾視為性感。昆恩希望自己演繹的尊尼能少一些對他人感受的忽視，並對自己博取關注的行為更加自覺，但同時保留足夠的虛張聲勢與幽默感。沙克曼提到，儘管尊尼常以玩笑作掩飾，但他其實相當聰明和英勇。
- 茱莉亞·加納飾演莎拉-巴爾（英语：Shalla-Bal）／銀色衝浪手（Shalla-Bal / Silver Surfer），行星吞噬者的使者，全身覆蓋著金屬皮膚，以類似衝浪板的載具穿越太空[21]。

加納透過動作捕捉技術演繹銀魔。她鑽研銀魔在漫畫中如雕塑般的姿勢，並向朋友請教衝浪動作，將兩者結合，力求讓角色的動作如舞蹈般優雅。
- 莎拉·奈爾斯飾演琳恩·尼可斯（Lynne Nichols），未來基金會執行長[23]。

- 馬克·加蒂斯飾演泰德·吉爾伯特（Ted Gilbert），脫口秀節目《泰德·吉爾伯特秀》主持人[24]。

- 娜塔莎·雷昂飾演瑞秋·羅茲曼（Rachel Rozman），學校教師，班的愛慕對象[25]。

- 保羅·華特·豪澤飾演哈維·埃爾德／鼴鼠人（英语：Mole Man），地下世界的統治者[26][27]。

鼴鼠人在漫畫中是超級反派，但沙克曼形容他在本片更像是一個工會領袖。侯沙亦表示，他的角色照料著他的子民，與人類站在同一陣線。
- 拉爾夫·伊尼森飾演行星吞噬者（Galactus），以吞噬行星維生的宇宙神衹[29][30]。

沙克曼形容吞星滅族者是一個「巨大、140億歲、吞噬行星的宇宙吸血鬼」。英納森稱祂「算是個神祇」，但亦只是一個「吞噬行星的大傢伙，單純地做著一個吞噬行星傢伙該做的事」，所以不認為祂是邪惡的。英納森亦指出，吞星滅族者不在乎行星上的生命，因為那些只是祂的食物，只有當行星上存在能引起祂興趣的事物時，祂才會放過他們。為了準備角色，英納森曾花時間到高樓頂端沉思。費治表示他非常喜歡吞星滅族者在漫畫中首次登場的故事，所以他很早已想把祂引入電影。
本片忠實還原吞星滅族者的漫畫造型，有別於《神奇4俠：銀魔現身》的太空雲版本。沙克曼認為由真人親身演繹這個角色很重要，所以特意打造了一套紫藍色盔甲供英納森穿上。由於身穿盔甲的緣故，英納森在拍攝期間配有專屬團隊協助降溫。
此外，馬修·伍德聲演赫比，驚奇4超人的機器人夥伴，沙克曼形容賀比既迷人又可愛，略帶無奈，是團隊不可或缺的成員；艾達·史考特（Ada Scott）與多名嬰兒共同飾演富蘭克林·理查兹，李德和蘇剛出生的兒子；導演夏克曼的女兒梅西·夏克曼（Maisie Shakman）客串飾演被霹靂火救下的女孩。1994年電影《神奇4俠》的4名主演艾力士·海德-懷特、莉碧嘉·斯塔布、積·恩達活和米高·貝利·史密夫在本片客串演出：前兩者飾演電視記者，後兩者飾演向尊尼致敬的發電廠工人；四人還以市民身分一同現身，向神奇4俠致謝。小勞勃·道尼以未署名的方式在片尾片段中客串出演「末日博士」維克多·馮·杜姆。儘管該角色並沒有露面，但夏克曼證實為道尼本人出演。
約翰·馬克維奇原定飾演神奇4俠早期反派「紅幽靈」艾雲·卡拉哥夫，但其戲份最終遭到刪除。

## 製作

### 背景
2015年電影《驚奇4超人》遭遇口碑和票房的雙重慘敗之後，20世紀福斯不再局限於重複製作以驚奇4超人為主角的電影，嘗試從「不同的角度」探索這組知名角色。2017年6月，賽斯·葛雷恩·史密斯基於卡特·布蘭查德（Carter Blanchard）改編自馬克·米勒的兒童讀物《幼稚園英雄》（Kindergarten Heroes）創作的單獨劇本，完成新劇本。他所撰寫的劇本不是重啟該系列，而是將故事焦點轉移至驚奇4超人成員「驚奇先生」李德·理查斯和「隱形女」蘇·史東的子女富蘭克林·理查斯和瓦萊麗亞·理查斯。該劇本的創作靈感源自於漫畫《終極驚奇4超人》，還包括角色「石頭人」賓·金廉和「霹靂火」尊尼·斯湯，其整體基調類似於2004年電影《超人特攻隊》。2017年7月，漫威電視系列的創作者諾亞·霍利受聘開發一部以神奇4俠主要敵人「末日博士」韋特·禾杜為主角的獨立電影。
2017年12月14日，漫威影業的母公司華特迪士尼公司同意收購20世紀福斯的母公司21世紀福斯。迪士尼的執行長勞勃·艾格表示，他們計劃將驚奇4超人整合到漫威電影宇宙中。2019年3月20日，迪士尼以713億美元收購了21世紀福斯，驚奇4超人等漫威角色的影視製作權隨之回歸漫威影業。漫威影業稱暫時「擱置」20世紀福斯開發的漫威影視項目。

### 開發
2019年7月，漫威影業於聖地牙哥國際漫畫展宣布第四階段的計劃後，凱文·費吉補充提到第四階段以後的電影項目，其中包括《驚奇4超人》、《黑豹2》和《驚奇隊長2》。由於過往的驚奇4超人電影並沒有獲得粉絲或評論家的好評，費吉在漫畫展後表示：「我對這些角色感到非常興奮，並且會將漫威第一家庭發揮出應有的水平」。2020年12月，強·華茲確定執導電影，他此前曾執導漫威電影宇宙的蜘蛛人系列電影。2021年2月，漫威影業開始為本片尋找編劇。2021年6月，迪士尼執行長鮑伯·查佩克透露，費吉和漫威影業的製作團隊正在為籌備電影而「探索」驚奇4超人系列。2022年4月，華茲辭去導演職務，他表示七年間不斷地拍攝、製作以及宣傳漫威電影宇宙中的三部蜘蛛人系列電影，需要適當休息。漫威影業和華茲均表示未來有興趣繼續合作。
約翰·卡拉辛斯基長久以來都是粉絲心中李德·理查斯的合適人選，自從新的《驚奇4超人》電影證實開發後，關於他被選為李德的傳聞廣泛流傳。2021年5月，艾蜜莉·布朗回應此前關於她與丈夫卡拉辛斯基參演《驚奇4超人》的傳聞，否認兩人將出演蘇·史東和李德。2021年7月，費吉表示不會在近期內公布參演本片的演員人選。在2022年電影《奇異博士2：失控多重宇宙》中，卡拉辛斯基客串飾演李德，838號宇宙的光明會成員。該電影的導演森·溫美透露，費治選擇卡辛斯基飾演這個角色，是因為該角色來自另一個宇宙，他視此為滿足粉絲選角期待的機會。但此舉引發外界猜測，卡辛斯基的演出是否僅為一次性客串，還是會在未來的《神奇4俠》電影中回歸。卡辛斯基後來表示，他很榮幸曾飾演烈，但他未曾討論過是否再次出演這個角色。
截至2022年6月，漫威工作室仍在物色新導演，尚未將候選名單作進一步篩選，據報名單上包括多位知名導演。費治希望找到一位如森·溫美般能獨立監督拍攝過程的導演，無需他親臨片場。2022年8月，麥特·夏克曼與麥克·麥修斯成為最終兩名人選。有媒體分析，沙克曼曾執導漫威影集《溫黛與幻視》，與費治已有一定默契，因此被視為較具優勢。沙克曼向漫威工作室提案時，構思了一個以家庭為核心的故事，聚焦於超級英雄烈和蘇成為父母的經歷。他在一次會議中展示自己抱著初生女兒的照片，讓漫威高層確信他是最合適人選。由於與《神奇4俠》的拍攝日程衝突，沙克曼辭去原定執導的《星空奇遇記》系列電影。他表示，選擇《神奇4俠》是因為他深愛其以家庭、樂觀主義和科技為核心的主題，不想錯過這個機會。2022年9月，費治在D23博覽會上正式宣佈沙克曼將執導本片。在沙克曼加入前，傑夫·卡普蘭（Jeff Kaplan）和伊恩·斯普林格（Ian Springer）已開始與費治撰寫劇本。沙克曼加入後，四人著手整合他們各自對本片的構想。

### 前期製作

#### 罷工前與罷工期間
本片的選角工作於2023年2月展開。沙克曼表示，選角是最大的挑戰，因為他們希望演員間的互動能呈現出「家庭動態」。費治指出，神奇4俠未來將成為漫威電影宇宙的重要支柱，正如他們過去60年在漫畫中的地位，因此漫威工作室為自己訂下極高標準，務求不辜負這支團隊在漫畫的悠久歷史。
2023年3月底，喬許·費德曼受聘重寫劇本。有媒體認為此舉或預示本片基調的轉變，因費德曼過去寫過很多科幻劇本，而卡普蘭和斯普林格則以撰寫喜劇為主。業內人士謝夫·史尼德報導，聘請費德曼的目的是為了讓本片更貼近費治與沙克曼的構想，即著重呈現1960年代漫畫中的宇宙元素，例如吞星滅族者和銀魔這些角色。沙克曼指出，過往的《神奇4俠》改編電影經常同時處理起源故事和末日博士的情節，而後者往往佔據大量篇幅。他決定摒棄這種做法，改將故事設於團隊獲得能力四年之後，並以吞星滅族者為反派，希望為本片帶來全新視角。費治表示，神奇4俠的起源故事早已廣為人知，因此選擇跳過相關敘述，類似當年漫威電影宇宙引入蜘蛛俠時的策略。
漫威工作室曾邀請阿當·戴華與積·佳蘭賀飾演烈·李察士，亦邀請過愛瑪·史東飾演蘇·斯湯，但他們要求的薪酬超出漫威的預算，而費治希望控制演員開支，最終未能成事。在SAG-AFTRA罷工開始前，漫威工作室曾為烈一角試鏡，和等多位演員均有參與，但結果未如理想。漫威工作室亦曾考慮由非白人演員飾演烈，智利裔的貝哲羅·柏斯卡對此表示興趣，但因罷工而未能進一步洽談。
2023年8月，猶太裔的艾邦·摩斯-貝克許受邀飾演賓·金廉，他曾在漫威電視劇《制裁者》第一季中飾演「微晶片」大衛·李柏曼。漫威工作室堅持由猶太裔演員飾演，因為該角色在漫畫中為猶太人，但在過往的《神奇4俠》改編電影中並非由猶太裔演員飾演。曾在網上積極爭取該角色，並與沙克曼會面，但未能成功。後來他轉為爭取飾演反派鼴鼠人。曾被傳有望飾演尊尼·斯湯，本人其後亦證實曾就該角色進行洽談。另有消息指，漫威工作室考慮由雲妮莎·卻比和喬瑟夫·昆恩分別飾演蘇和尊尼；亦曾與麥特·史密斯商討飾演烈，但外界預期雙方難以達成協議，漫威工作室其後轉而尋找「真正的電影明星」飾演烈。
在SAG-AFTRA罷工期間，製作團隊專注於美術設計，並為主角四人超能力的視覺特效進行早期測試。卡斯拉·法拉哈尼（Kasra Farahani）擔任本片美術指導，她曾擔任劇集《洛基》的美術指導；亞歷珊卓·拜恩擔任本片劇裝設計師，她此前曾負責五部漫威電影宇宙電影的劇裝設計。本片的神奇4俠團隊制服以淺藍色為主色，搭配白色衣領，類似漫畫《神奇4俠》第1冊第256期（1983年）首次出現的款式及1994年《神奇4俠》電影的服裝。

#### 罷工結束後
2023年11月，SAG-AFTRA罷工結束後，柏斯卡開始洽談飾演烈·李察士一角，並協調檔期以配合其他工作安排。摩斯-巴拉赫成為首位正式確認加盟本片的演員。昆恩在拍攝《帝國驕雄II》期間，曾請教同戲演員柏斯卡以助爭取尊尼一角，但他當時並不知柏斯卡正與漫威工作室洽談。柏斯卡此前未有計劃過會接演烈這類角色，因此他形容本片「以相當突然的方式」改變了他的人生路線。SAG-AFTRA罷工令本片與柏斯卡有份主演的電影《凶器》均延後開拍，導致柏斯卡出現檔期衝突，最終他選擇辭演《凶器》。
史尼德報導，漫威工作室考慮由查維爾·巴頓飾演吞星滅族者，儘管他可能因拍攝《F1電影》而面臨檔期衝突；此前亦曾考慮過由安東尼奧·班達拉斯飾演該角色。另外，漫威工作室計劃由女性演員飾演銀魔。在漫畫中曾存在不同版本的銀魔，但最知名的仍是男性角色諾連·勒。
2024年2月14日，漫威影業發佈一張情人節主題的宣傳海報，正式公布選角，由佩德羅·帕斯卡飾演「驚奇先生」李德·理查斯、凡妮莎·寇比飾演「隱形女」蘇·史東、喬瑟夫·昆恩飾演「霹靂火」強尼·史東以及艾邦·摩斯-貝克許飾演「石頭人」班·格林姆。本片正式定名為《神奇4俠》（The Fantastic Four），上映日期與《雷霆特攻隊*》調換，改至2025年7月25日。費治表示，在確認主要演員後，「90%的工作就完成了」。宣傳海報同時揭曉本片將加入漫畫角色賀比，神奇4俠的機械人夥伴。費治形容本片是一部時代電影，背景設於另一個宇宙的1960年代。沙克曼指本片將呈現復古未來的60年代風格，「既有觀眾熟悉的60年代元素，也有從未見過的元素」。他表示，《神奇4俠》漫畫首次發行時正值太空競賽，其故事承載著當時人們對未來太空探索的憧憬，他希望將這份樂觀主義寫進本片。沙克曼闡述，他希望把任務的精彩元素全部融入其中，只是將登上太空的和替換成主角四人。
沙克曼研讀了《神奇4俠》自創刊以來的所有漫畫，其中作家莊拿芬·希克曼於2009年至2011年期間撰寫的漫畫對本片影響最深。沙克曼參考了希克曼筆下的角色互動，並將其創作的未來基金會引入本片。此外，他亦受到史丹利·寇比力克的電影《2001太空漫遊》以及工業設計師、藝術家的作品啟發。他表示，製作影集《酒吧五傑》所得的經驗，有助他處理本片的趣味性、合作與即興元素。2024年2月，漫威工作室低調聘請艾瑞克·皮爾森為本片潤飾劇本，他曾參與撰寫多部漫威電影宇宙作品的劇本，擅長「讓項目順利收尾」。5月，《溫黛與幻視》編劇彼得·卡麥隆（Peter Cameron）亦加入劇本創作。
2024年4月，茱莉亞·加納簽約出演「銀魔」莎拉-巴爾。在漫畫的主宇宙中，莎拉-巴爾是原版「銀魔」諾連·勒的戀人；在另一個替代宇宙中，她獲得諾連·勒的部份力量，與他一同成為銀魔。5月，多位演員加盟本片，保羅·華特·豪澤、約翰·馬克維奇和娜塔莎·雷昂簽約出演未公布的角色，拉爾夫·伊尼森出演行星吞噬者。侯沙和沙克曼曾在《酒吧五傑》合作過。他與沙克曼會面討論參演事宜，最初因前幾部《神奇4俠》電影口碑欠佳而有所猶豫，但最終被本片的劇本、演員陣容與製作團隊打動而決定參演。麥高維治過去因片酬未能與工作量相符而多次拒絕漫威電影的邀約；他這次決定參演本片，是因為希望在出演《卡特班克》後再次與沙克曼合作。雷昂此前曾在動畫影集《無限可能：假如…？》第三季中為鴨仔貝迪（Byrdie the Duck）配音，英納森則曾在電影《銀河守護隊》中飾演一名掠奪黨飛行員。史尼德推測，漫威工作室因檔期問題未能成功邀請查維爾·巴頓飾演吞星滅族者，隨後不再追求一線演員，最終選擇英納森是因為看中其配音功力。
主要演員在開拍前展開為期三週的排練，期間與沙克曼和費德曼一同研討場景，以確立角色間的關係，並探索他們如何融入本片的復古未來背景。柏斯卡談及這些排練時表示，過程讓演員能從戲劇構作的角度了解劇本，猶如參與舞臺劇。摩斯-巴拉赫表示，排練過程中演員展開了大量集體研究，並與太空人和科學家交流。製作團隊還花了數天拍攝素材，製成前期製作片段，於2024年7月舉行的聖地牙哥國際漫畫展上播出，內容包括太空人準備區的場景、班參與相親節目以及烈主持兒童科學節目。在該漫畫展上，漫威工作室宣佈本片改名為《神奇4俠：英雄第一步》（The Fantastic Four: First Steps），副標題呼應本片的太空探索主題，但沙克曼透露它還包含其他意義，引發外界猜測是否與烈和蘇的兒子法克寧·李察士有關。漫畫展上同時宣布，本片四名主角將於《復仇者聯盟：末日之戰》和《復仇者聯盟：秘密戰爭》回歸出演各自的角色，而羅拔·唐尼將於這兩部電影中出演「末日博士」維克多·馮·杜姆，他在漫威電影宇宙「無限傳奇」中一直飾演「鐵甲奇俠」東尼·史達。費治早在正式公布前一年便已與唐尼洽談出演末日博士的事宜。史尼德報導，末日博士將在本片的片尾片段首次登場。沙克曼透露，他早在正式公布前便已得知唐尼將出演末日博士，但後來澄清末日博士「不在他的電影中，因此不屬他的管轄範圍」。費治補充，本片的劇情將直接銜接至《復仇者聯盟：末日之戰》的故事。

### 拍攝
該片於2024年7月30日在松林製片廠開始進行主體拍攝，工作標題為「藍月」（Blue Moon）。傑斯·哈爾擔任攝影師，哈爾和夏克曼曾在《汪達幻視》合作過。拍攝最初定於2023年、2024年1月以及2024年8月開始進行。
沙克曼希望本片呈現寇比力克於1965年的製作風格，因此他採用貼近當時的電影製作手法，並使用老式鏡頭拍攝。第二組攝影指導提姆·活斯達（Tim Wooster）在部分場景中特別使用了他父親的16毫米菲林攝影機。製作團隊亦盡可能採用實景佈景和實體道具。
在實景佈景方面，巴氏大樓的空中別墅佈景採用了兩層樓貫通的設計，靈感來自加州世紀中期現代主義的「舒適」住宅；烈·李察士的實驗室佈景受《2001太空漫遊》啟發，分為三個區域：紅色房間用於研究與發明、黃色房間配有黑板以供思考、藍色房間設有通訊設備用於監控；賓·金廉的出生地紐約揚西街（Yancy Street）在漫畫中的靈感源自積克·高比兒時居住的猶太社區，本片的揚西街佈景亦設有數間潔食雜貨店和一座猶太會堂 ；松林製片廠的整個外景場地都被用於搭建本片的時代廣場佈景。
在實體道具方面，製作團隊建造了一艘14呎長的「精益求精號」（Excelsior）太空船比例模型，用以呈現微縮模型效果。機械人賀比有多種模型，包括木製玩偶替身和配備可動頭部與手臂的遙控機械玩偶，在後期製作中再結合視覺效果。此外，神奇車（Fantasticar）也有兩款模型，一款擁有完整內部結構，用於拍攝演員入座的鏡頭，另一款為「簡化版本」，以便後期加上大量特效鏡頭。法拉哈尼表示，神奇車的設計靈感源自1960年代中期的美國概念車，而這些概念車實際上又參考了歐洲車款。神奇車的渦輪進氣口和操作介面等細節，都帶有1950年代的「復古未來」風格。
拍攝於2024年11月底殺青。

### 後期製作
諾娜·霍代（Nona Khodai）與提姆・羅奇（Tim Roche）負責本片剪接。史葛·史托迪克擔任本片的視覺特效總監，視覺特效由光影魔幻工業、Framestore、索尼影視影像工作、數字王國、Rise FX、維塔數碼等公司製作。
2025年5月進行了補拍，新增一段描述莎拉-巴爾身世的片段。沙克曼表示，該角色在編劇過程中不斷演變，直到後期製作時，他認為她為拯救家人而犧牲自己的背景故事，與本片的主題和神奇4俠所面對的危機相呼應，因此決定把這段背景故事拍出來，而非僅靠對白交代。本片的最終編劇署名由美國編劇工會仲裁決定，劇本創作署名歸屬費德曼、皮爾森、卡普蘭和斯普林格，故事創作署名則歸屬皮爾森、卡普蘭、斯普林格和凱特·伍德（Kat Wood）。
2025年7月，沙克曼透露麥高維治飾演的角色紅幽靈已從本片中刪除，並形容這是一個「令人心碎」的決定。沙克曼原計劃在電影開場詳細描述主角四人成為神奇4俠後的早期經歷，包括一場與紅幽靈及其超級猿（Super-Apes）的戰鬥，但考慮到本片需交代大量情節，為平衡篇幅只好將紅幽靈的戲份刪去。雖然麥高維治的真人演出戲份被刪，但紅幽靈仍以卡通形象出現在片尾片段中。
本片的片尾片段帶出唐尼飾演的末日博士，由《復仇者聯盟：末日之戰》導演羅素兄弟在該片拍攝期間一併完成。羅素兄弟曾造訪本片片場並觀摩部分場景，因他們希望深入了解本片的角色，確保能在他們的作品中妥善呈現這些角色。

## 音樂
作曲家麥可·吉亞奇諾負責本片配樂，他此前已為多部漫威電影宇宙作品配樂。本片的主題曲於2025年6月5日由荷里活唱片和漫威音樂以數碼下載單曲形式發行，並連同安哲雅·達茲曼（Andrea Datzman）創作及演唱的於7月25日推出7吋黑膠唱片。本片的音樂原聲帶則於2025年7月18日以數碼形式發行。

## 宣傳
2025年2月4日，漫威影業在美國太空和火箭中心舉行了粉絲活動，並於該活動上釋出首支前導預告，帕斯卡、寇比、昆恩以及摩斯-貝克許全都出席。4月17日，漫威影業釋出正式預告。6月25日，漫威影業釋出終極預告。

## 發行
《驚奇4超人：第一步》於2025年7月21日於多蘿西·錢德勒大廳舉行全球首映禮，並在2025年7月25日於美國上映。
此前，上映日期曾定於2024年11月8日、2025年2月14日以及2025年5月2日。《驚奇4超人：第一步》屬於漫威電影宇宙第六階段。

## 迴響

### 評價
根据評論匯總网站爛番茄汇总的383篇评论文章，86%的评论家给予该作正面评价。该网站总结的评论家共识是“得益於演員間堅如磐石的默契，以及充滿魅力的1960年代復古風格設計，這次對《神奇4俠》的改編為漫威第一家庭帶來了公正的呈現。”在Metacritic上，54位影評人共給予了65分的分數（滿分100分），這部電影獲得了「普遍好評」。據影院評分調查，觀眾的評價在A+至F間落於「A-」。
《綜藝》的彼得·迪布魯治認為，本片跳過起源故事，直接將神奇4俠設定為現役英雄，是其一大優點。《衛報》的彼得·畢邵形容，本片「在一個天真且自成一格的奇幻宇宙中，呈現出充滿娛樂性的畫面」，並讚揚其1960年代美學的製作設計相當「迷幻」，讓超級英雄類型電影得以保持熱度。《荷里活報導》的大衛·龍尼同樣稱讚本片的60年代風格，認為其製作設計、服裝設計與米高·吉亞奇諾的管弦配樂相得益彰。龍尼感受到艾邦·摩斯-貝克許在動作捕捉表演中展現的「溫暖與體貼」，亦讚揚茱莉亞·加納從冰冷到哀傷的演繹令人印象深刻。
《每日電訊報》的羅比·歌連認為本片的水準高於《復仇者聯盟4：終局之戰》之後的漫威作品，並形容它是一部與眾不同的系列作品，每個細節都相當獨特。《雪梨晨鋒報》的珊迪娜·荷爾形容本片的動作場面如預期般壯觀，雖然不算特別令人緊張，但本片成功之處在於它讓這個系列重拾樂趣。

### 票房
截至2025年8月17日，《神奇4俠：英雄第一步》在北美的票房收入為2.47億美元，在其他地區的收入為2.22億美元，全球總票房達4.69億美元。
《綜藝》預計本片首週末將在北美市場獲得1億至1.1億美元票房，海外市場則預計獲9,000萬至1億美元票房，全球票房預計共1.9億至2.1億美元。本片在週四晚預映場票房達2,440萬美元，超越兩週前上映的《超人》，創下2025年預映場票房最高紀錄。開畫日票房達4,000萬美元，成為2025年開畫日票房第二位，僅次於《MINECRAFT：我的世界大電影》。最終，本片首週末北美票房達1.18億美元，全球票房達2.17億美元。
本片在北美市場的第二個週五獲得1,170萬美元票房，較首週五下跌80%，成為2025年漫畫改編電影中週五票房跌幅第二高的作品，僅次於《美國隊長4：勇敢新世界》。本片在第二個週末仍保持北美票房冠軍，但票房較首週末下跌67%，共收3,870萬美元。本片在第三個週末跌至北美票房第三位。
| 上一届： 《超人》   | 2025年美國週末票房冠軍 第30-31週 | 下一届： 《凶器》   |
| 上一届： 《F1電影》 | 2025年香港一週票房冠軍 第29-30週 | 下一届： 《F1電影》 |
| 上一届： 《F1電影》 | 2025年香港週末票房冠軍 第30-31週 | 下一届： 《F1電影》 |

## 相關
- 《驚奇4超人系列電影》

## 備註
1. ↑  依照漫威電影宇宙上映次序。
2. ↑  後續劇情參見2026年電影《復仇者聯盟：末日之戰》。

## 外部連結
- 官方网站
- 互联网电影数据库（IMDb）上《驚奇4超人：第一步》的资料（英文）
- Metacritic上《驚奇4超人：第一步》的資料（英文）
- Box Office Mojo上《驚奇4超人：第一步》的资料（英文）
- 爛番茄上《驚奇4超人：第一步》的資料（英文）
- AllMovie上《驚奇4超人：第一步》的资料（英文）
- 開眼電影網上《驚奇4超人：第一步》的資料（繁體中文）
- 豆瓣电影上《驚奇4超人：第一步》的資料 （简体中文）
- 时光网上《驚奇4超人：第一步》的資料（简体中文）